# Catarifrangente

Riflessione con due specchi perpendicolari

Il catarifrangente è un riflettore che ha la caratteristica di riflettere la luce nella stessa direzione da cui essa proviene. Un catarifrangente ideale riesce a rinviare la luce alla sorgente, qualunque sia l'angolo di incidenza.

## Principio di funzionamento

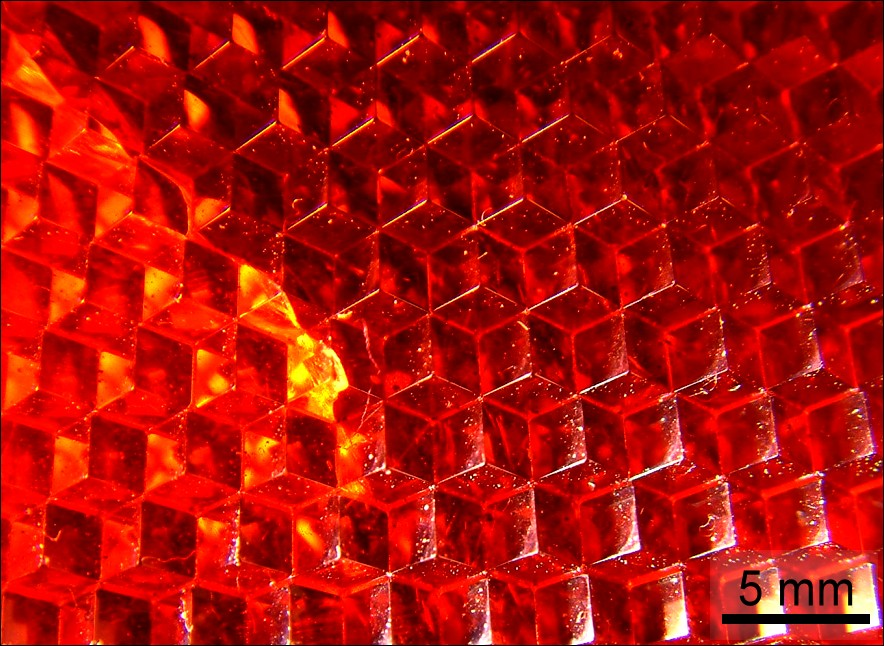
Un catarifrangente da vicino

Come è noto in una superficie riflettente tradizionale l'angolo di riflessione del fascio è uguale all'angolo d'incidenza dello stesso e pertanto il fascio sarà riflesso verso la sorgente solo nel caso in cui l'angolo di incidenza sia di 90 gradi.
Supponiamo per semplicità di prendere in esame una situazione bidimensionale (fig 1) in cui il fascio incidente appartenga ad un determinato piano.
In questo caso per riflettere il fascio nella direzione di provenienza,  qualunque essa sia sul piano predeterminato, sarà sufficiente porre due specchi a 90 gradi fra loro, perpendicolari al piano contenente il fascio. 
Il fascio inciderà sul primo specchio con un angolo β e sarà riflesso con lo stesso angolo verso il secondo specchio. 
Essendo gli specchi perpendicolari, l'angolo di incidenza e riflessione sul secondo specchio sarà 90-β.
Ne consegue che l'angolo di riflessione rispetto al primo specchio sarà uguale a β e pertanto il fascio sarà riflesso nella stessa direzione da cui proveniva.
Se la distanza della sorgente del fascio è sufficientemente grande rispetto alla grandezza degli specchi, si potrà assumere che il fascio sarà rinviato alla sorgente ovunque essa sia sul semipiano delimitato dai due specchi. Stesse considerazioni possono essere fatte nel caso tridimensionale utilizzando tre specchi posti a 90 gradi fra loro, come le tre facce interne di uno spigolo di un cubo.
La costruzione dei catarifrangenti è effettuata ponendo l'una accanto all'altra delle microcelle catarifrangenti, così da ottenere superfici di dimensioni variabili a seconda delle necessità (osservando una superficie catarifrangente si può facilmente vedere come essa sia in effetti costituita da più celle adiacenti).
In caso di necessità di grande capacità di riflessione, possono essere utilizzati dei catarifrangenti costituiti da un unico prisma in vetro di dimensioni più grandi con superfici interne a specchio.

## Utilizzi
L'impiego dei catarifrangenti è largamente diffuso e trova applicazione in:
- cartellonistica per segnalazione stradale e di sicurezza
- segnalazioni su mezzi di trasporto
- fotocellule
- sistemi di allineamento
- sistemi antintrusione
- rivelatori lineari di fumo
- dotazioni di sicurezza, etc.